# Mii-dera

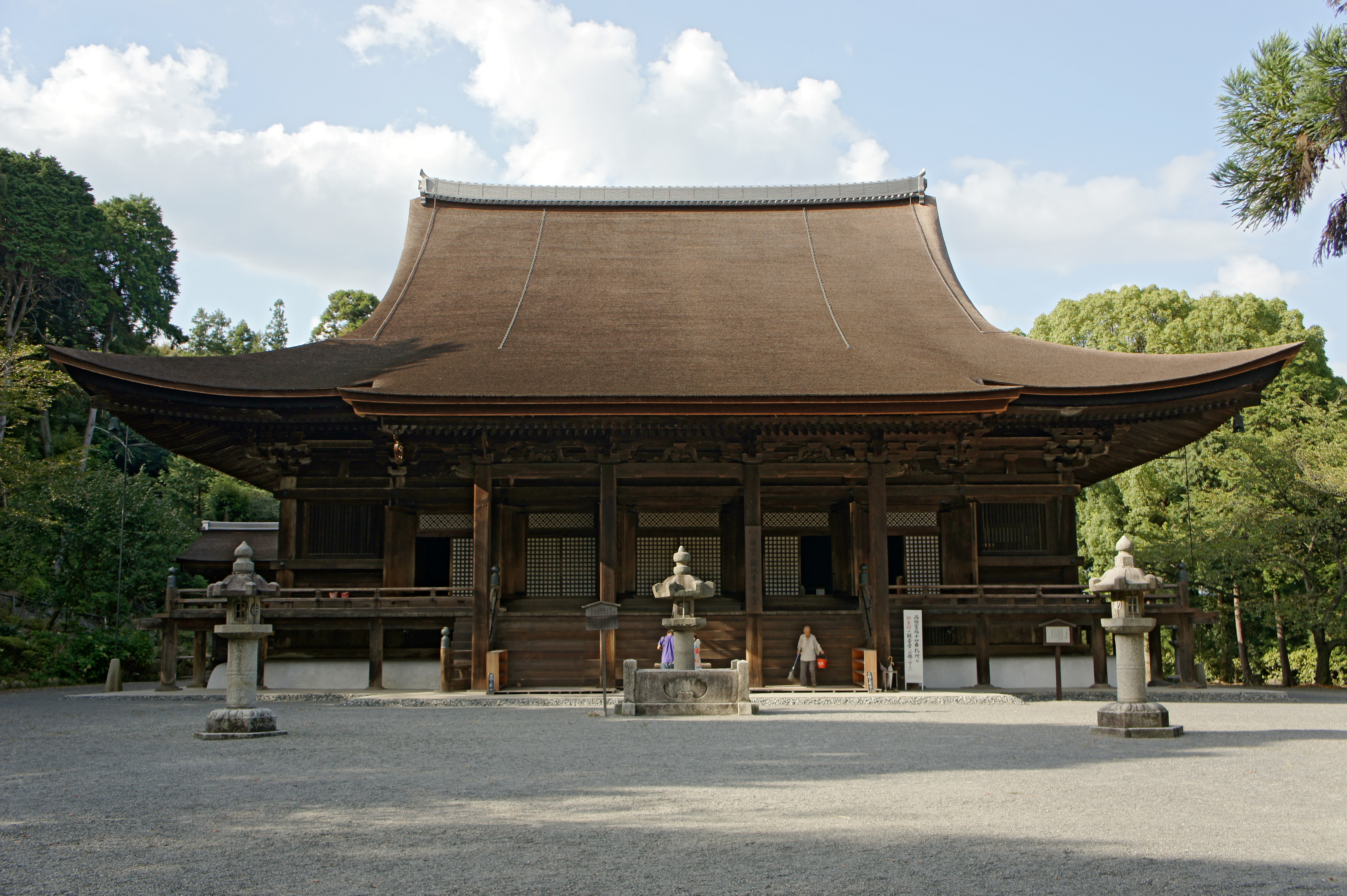
Kondō

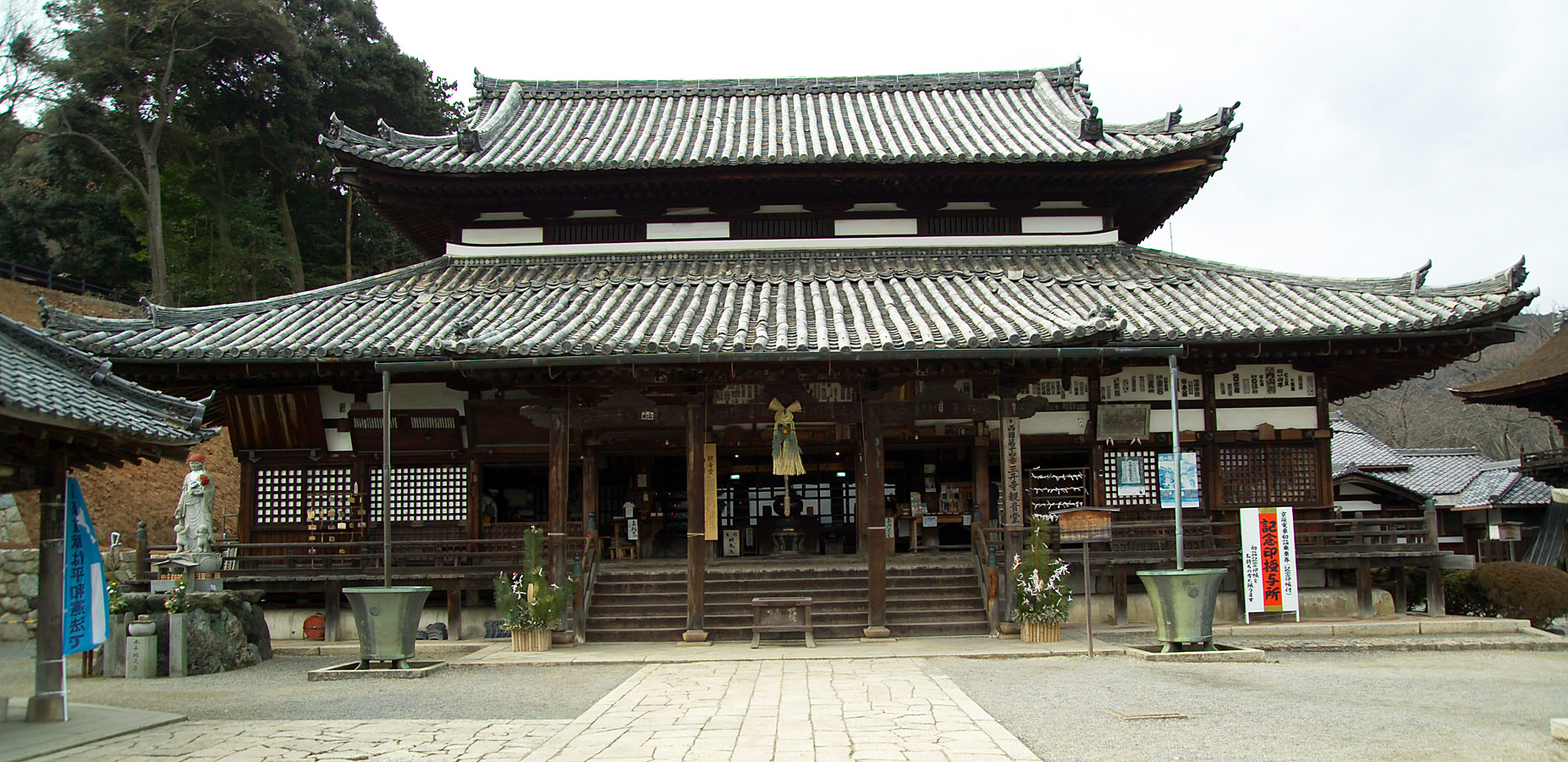
Kannondō

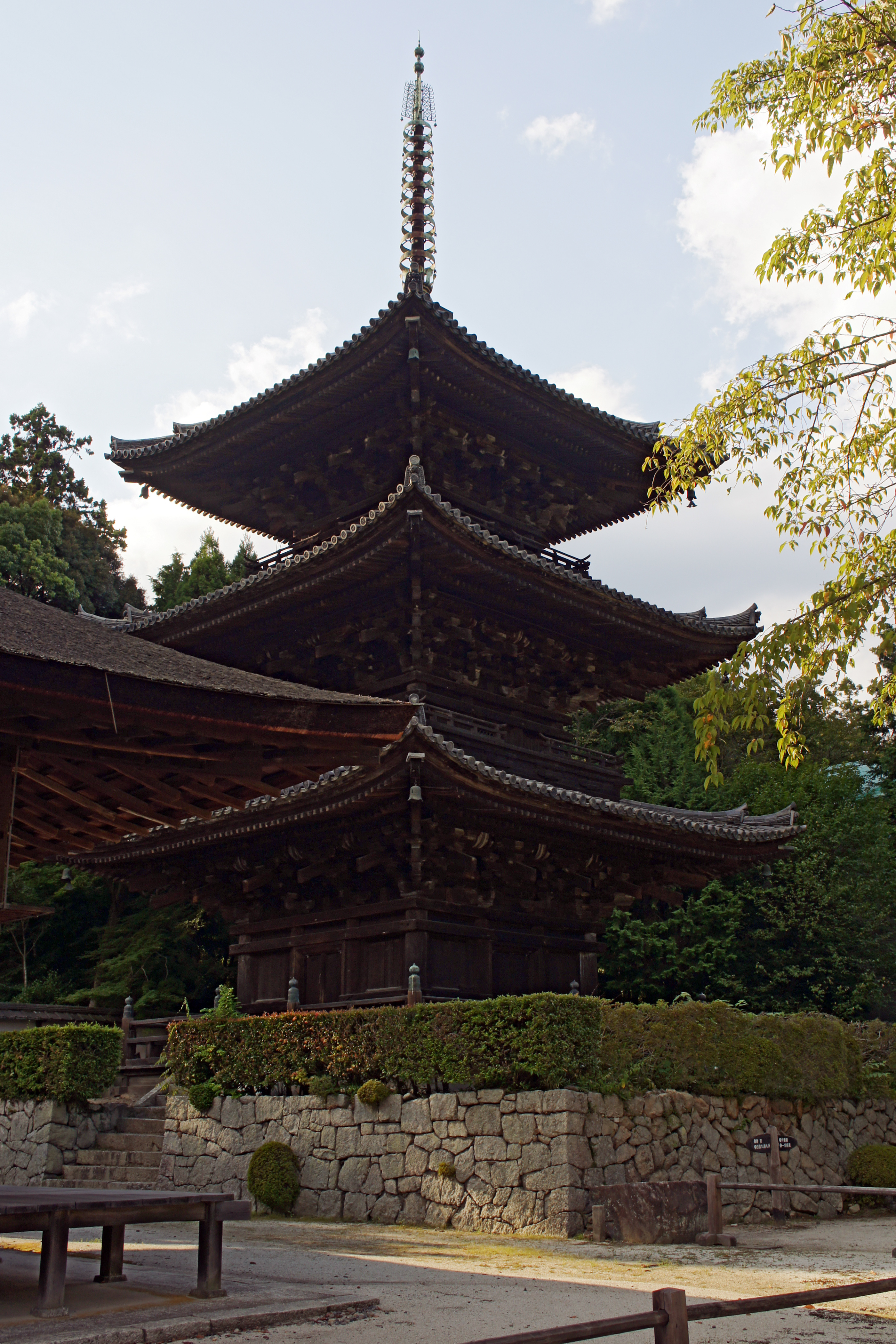

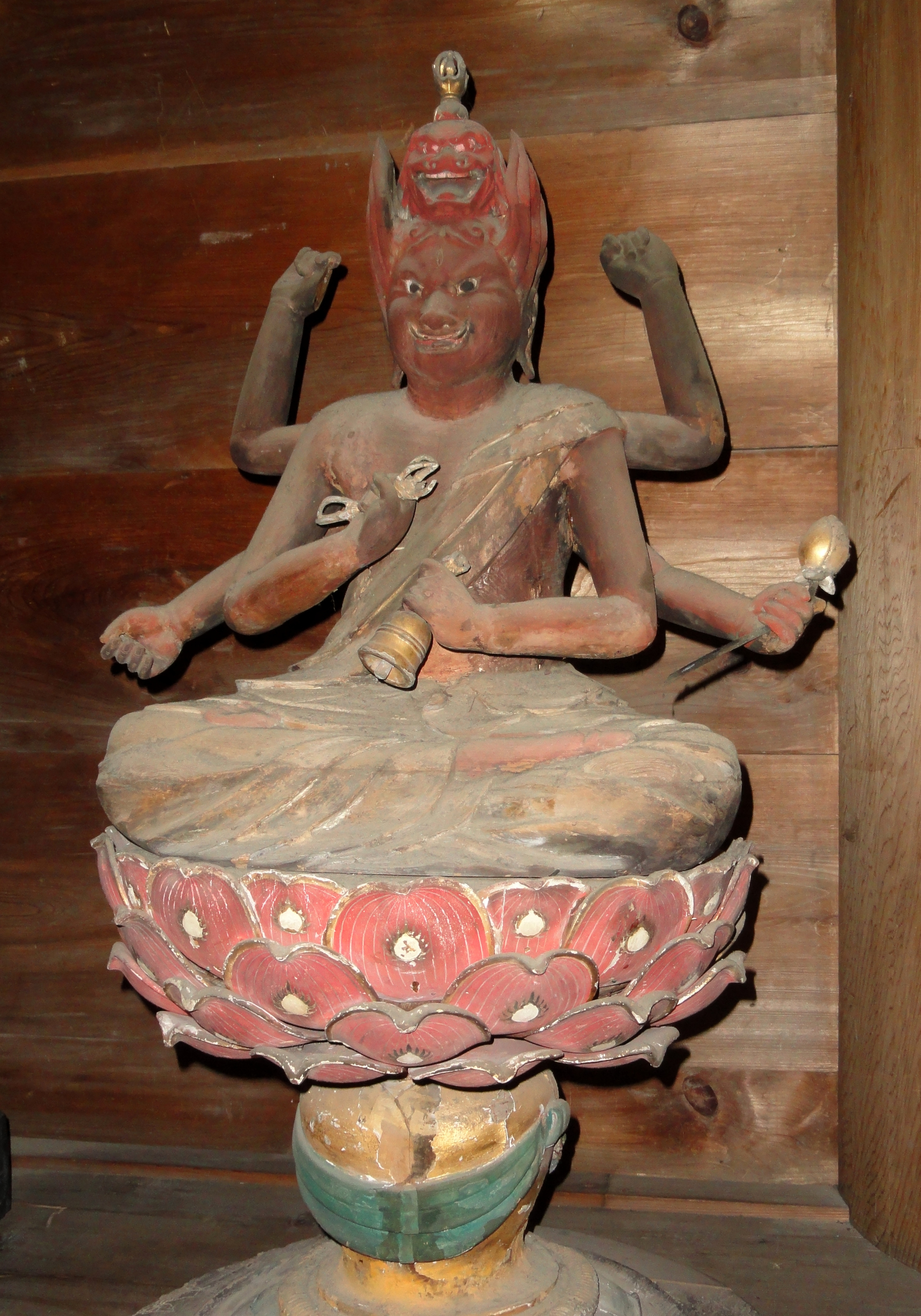

Mii-dera (jap. 三井寺, wörtlich: „Drei-Quellen-Tempel“, auch 御井寺, wörtlich „Ehrenwerte-Quelle(n)-Tempel“) ist der gebräuchliche Name eines buddhistischen Tempels am Fuße des Berges Hiei außerhalb der Stadt Ōtsu in der Präfektur Shiga in Japan. Sein korrekter Name ist Onjō-ji (園城寺, „Garten-Schloss-Tempel“). Er liegt in Ōtsu in direkter Nachbarschaft zu Kyōto und dem Biwa-See. Er ist der Haupttempel der Tendai-Jimon-Sekte. Zusammen mit seinem Schwestertempel Enryaku-ji gehört er zu den vier größten Tempeln Japans. 40 benannte Gebäude gehören zum Mii-dera-Tempelkomplex.
Berühmt ist die fast 2 m hohe und aus dem 8. Jahrhundert stammende Benkei-Glocke, um die sich viele Legenden ranken. Ihren Namen hat sie von der bekanntesten mit ihr verbundenen Legende: Der starke Benkei, der die große Glocke weggeschleppt hatte, brachte sie dann aber von ihrem Jammern bewegt reumütig zurück. „Die Abendglocke des Miidera“ gehört zu den Acht Ansichten des Biwa-Sees, die jetzige stammt allerdings erst aus dem Jahre 1602.
Auf dem Gelände eines Nebentempels befindet sich das Grab von Ernest Fenollosa, der sich in der Meiji-Zeit um die Erhaltung japanischer Kunstschätze gekümmert hatte.
Der Tempel und seine Kriegermönche (Sōhei) spielten eine wichtige Rolle in der Schlacht von Uji (1180) und er wurde von den Taira im Anschluss an die Schlacht niedergebrannt.